# Derek Brunson
Derek Brunson (Wilmington, 4 de janeiro de 1984) é um lutador estadunidense de artes marciais mistas, atualmente compete no peso-médio do Ultimate Fighting Championship.

## Background
Brunson foi 2 vezes wrestler na Division II All-American pela Universidade de Norte Carolina em Pembroke. Quando ele finalizou o colégio ele imediatamente voltou sua atenção para as artes marciais mistas. Ele treina na Renzo Gracie Jiu-Jitsu e Jackson's MMA junto com Jon Jones.

## Carreira no MMA
Brunson fez sua estreia profissional no MMA em Maio de 2010 contra John Bryant onde ele venceu por finalização em menos de um minuto. Ele venceu suas 5 lutas em seguida, vencendo todos em menos de 2:30.

### Strikeforce
Brunson fez sua estreia no Strikeforce em 24 de Junho de 2011 no Strikeforce Challengers: Fodor vs. Terry contra o invicto Jeremy Hamilton. Ele venceu a luta por decisão unânime.
Em um retorno rápido, Brunson fez sua segunda luta pelo Strikeforce um mês após sua estreia. Ele enfrentou Lumumba Sayers no card preliminar do Strikeforce: Fedor vs. Henderson em 30 de Julho de 2011. Ele venceu a luta por finalização no primeiro round.
A luta seguinte de Brunson foi em 18 de Novembro de 2011 no Strikeforce Challengers: Britt vs. Sayers contra Nate James. Ele venceu a luta por decisão unânime.
Brunson era esperado para enfrentar Ronaldo Souza em 3 de Março de 2012 no Strikeforce: Tate vs. Rousey. Porém, a Comissão Atlética de Ohio  negou sua licença para lutar baseada no exame de vista que ele havia apresentado. Derek imediatamente foi agendado para um procedimento de Lasik e perdeu cerca de 6 semanas. Brunson depois enfrentou Souza em 18 de Agosto de 2012 no Strikeforce: Rousey vs. Kaufman e foi derrotado por nocaute em apenas :41 do primeiro round.

### The Ultimate Fighter
Brunson foi aceito para competir no The Ultimate Fighter 17, porém no primeiro dia de filmagens ele foi retirado da competição devido à Showtime ter o liberado do contrato.

### Ultimate Fighting Championship
Brunson fez sua estreia no UFC substituindo o lesionado Karlos Vemola contra Chris Leben em 29 de Dezembro de 2012 no UFC 155. Apesar de ser uma substituição tardia e ser o azarão, Brunson utilizou seu wrestling superior para derrotar Leben por decisão unânime.
Brunson era esperado para enfrentar Ronny Markes em 8 de Junho de 2013 no UFC on Fuel TV: Nogueira vs. Werdum. Porém Markes sofreu um acidente de carro no dia antes do evento e a luta foi cancelada.
Brunson era esperado para enfrentar Yoel Romero em 31 de Agosto de 2013 no UFC 164. Porém, uma lesão tirou Brunson do card.
Brunson era esperado para enfrentar Antônio Braga Neto em 6 de Novembro de 2013 no UFC: Fight for the Troops 3. Porém, uma lesão tirou Braga Neto do evento, sendo substituído por Brian Houston. Houston venceu a luta por finalização no primeiro round.
Brunson enfrentou Yoel Romero em 14 de Janeiro de 2014 no UFC Fight Night: Rockhold vs. Philippou. Ele perdeu por nocaute técnico.
Brunson era esperado para enfrentar Lorenz Larkin em 2 de Agosto de 2014 no UFC 176. No entanto, devido a uma lesão de José Aldo que faria o evento principal, o evento foi cancelado e a luta entre Larkin e Brunson foi movida para o UFC 177. Brunson venceu a luta sem muitas dificuldades por decisão unânime.
Brunson era esperado para enfrentar Ed Herman em 13 de Dezembro de 2014 no UFC on Fox: dos Santos vs. Miocic, no entanto, a luta foi retirada do card horas antes de acontecer porque ele teve problemas no estômago. A luta foi remarcada para 31 de Janeiro de 2015 no UFC 183.
No dia 31 de Janeiro de 2015, no UFC 183, Bruson derroutou Ed Herman com apenas 36 segundos de luta. Herman acertou um golpe e fez com que Herman andasse de costas até a grade, onde aplicando vários golpes fez com que o árbitro decretasse nocaute técnico. Após a vitória, Brunson realizou uma dança de comemoração.
Brunson era esperado para enfrentar o polonês Krzysztof Jotko em 20 de Junho de 2015 no UFC Fight Night: Jędrzejczyk vs. Penne. No entanto, uma lesão tirou Brunson do evento e ele foi substituído por Uriah Hall. Pouco tempo após a lesão, Brunson foi colocado para enfrentar Sam Alvey em 8 de Agosto de 2015 no UFC Fight Night: Teixeira vs. St. Preux. Ele venceu a luta por nocaute técnico ainda no primeiro round.
Brunson enfrentou o brasileiro Roan Carneiro em 21 de Fevereiro de 2016 no UFC Fight Night: Cowboy vs. Cowboy e venceu por nocaute técnico no primeiro round com uma sequencia arrasadora.

## Cartel no MMA
| Cartel no MMA   |             |            |
| 31 lutas        | 23 vitórias | 8 derrotas |
| Por nocaute     | 12          | 6          |
| Por finalização | 4           | 0          |
| Por decisão     | 7           | 2          |

| Res.    | Cartel | Oponente          | Método                                    | Evento                                    | Data       | Round | Tempo | Local                           | Notas                                      |
| ------- | ------ | ----------------- | ----------------------------------------- | ----------------------------------------- | ---------- | ----- | ----- | ------------------------------- | ------------------------------------------ |
| Derrota | 23-9   | Dricus du Plessis | Nocaute Técnico (interrupção do córner)   | UFC 285: Jones vs. Gane                   | 04/03/2023 | 2     | 4:59  | Las Vegas, Nevada               | Após a luta, anunciou a sua aposentadoria. |
| Derrota | 23-8   | Jared Cannonier   | Nocaute (cotoveladas)                     | UFC 271: Adesanya vs. Whittaker 2         | 12/02/2022 | 2     | 4:29  | Houston, Texas                  |                                            |
| Vitória | 23-7   | Darren Till       | Finalização (mata leão)                   | UFC Fight Night: Brunson vs. Till         | 04/09/2021 | 3     | 2:13  | Las Vegas, Nevada               |                                            |
| Vitória | 22-7   | Kevin Holland     | Decisão (unânime)                         | UFC on ESPN: Brunson vs. Holland          | 20/03/2021 | 5     | 5:00  | Las Vegas, Nevada               |                                            |
| Vitória | 21-7   | Edmen Shahbazyan  | Nocaute Técnico (socos)                   | UFC Fight Night: Brunson vs. Shahbazyan   | 01/08/2020 | 3     | 0:26  | Las Vegas, Nevada               |                                            |
| Vitória | 20-7   | Ian Heinisch      | Decisão (unânime)                         | UFC 241: Cormier vs. Miocic 2             | 17/08/2019 | 3     | 5:00  | Anaheim, Califórnia             |                                            |
| Vitória | 19-7   | Elias Theodorou   | Decisão (unânime)                         | UFC Fight Night: Iaquinta vs. Cowboy      | 04/05/2019 | 3     | 5:00  | Ottawa                          |                                            |
| Derrota | 18-7   | Israel Adesanya   | Nocaute Técnico (joelhada e socos)        | UFC 230: Cormier vs. Lewis                | 03/11/2018 | 1     | 4:51  | Nova Iorque, Nova Iorque        |                                            |
| Derrota | 18-6   | Jacaré Souza      | Nocaute (chute na cabeça e socos)         | UFC on Fox: Jacaré vs. Brunson II         | 27/01/2018 | 1     | 3:50  | Charlotte, Carolina do Norte    |                                            |
| Vitória | 18-5   | Lyoto Machida     | Nocaute (socos)                           | UFC Fight Night: Brunson vs. Machida      | 28/10/2017 | 1     | 2:30  | São Paulo                       | Performance da Noite.                      |
| Vitória | 17-5   | Dan Kelly         | Nocaute (socos)                           | UFC Fight Night: Lewis vs. Hunt           | 11/06/2017 | 1     | 1:16  | Auckland                        |                                            |
| Derrota | 16-5   | Anderson Silva    | Decisão (unânime)                         | UFC 208: Holm vs. de Randamie             | 11/02/2017 | 3     | 5:00  | Nova Iorque                     |                                            |
| Derrota | 16-4   | Robert Whittaker  | Nocaute Técnico (chute na cabeça e socos) | UFC Fight Night: Whittaker vs. Brunson    | 27/11/2016 | 1     | 4:07  | Melbourne                       |                                            |
| Vitória | 16-3   | Uriah Hall        | Nocaute Técnico (soco)                    | UFC Fight Night: Poirier vs. Johnson      | 17/09/2016 | 1     | 1:41  | Hidalgo, Texas                  |                                            |
| Vitória | 15-3   | Roan Carneiro     | Nocaute (socos)                           | UFC Fight Night: Cowboy vs. Cowboy        | 21/02/2016 | 1     | 2:38  | Pittsburgh, Pensilvânia         |                                            |
| Vitória | 14-3   | Sam Alvey         | Nocaute Técnico (socos)                   | UFC Fight Night: Teixeira vs. St. Preux   | 08/08/2015 | 1     | 2:19  | Nashville, Tennessee            |                                            |
| Vitória | 13-3   | Ed Herman         | Nocaute Técnico (socos)                   | UFC 183: Silva vs. Diaz                   | 31/01/2015 | 1     | 0:36  | Las Vegas, Nevada               |                                            |
| Vitória | 12-3   | Lorenz Larkin     | Decisão (unânime)                         | UFC 177: Dillashaw vs. Soto               | 30/08/2014 | 3     | 5:00  | Sacramento, Califórnia          |                                            |
| Derrota | 11-3   | Yoel Romero       | Nocaute Técnico (cotoveladas no corpo)    | UFC Fight Night: Rockhold vs. Philippou   | 15/01/2014 | 3     | 3:34  | Duluth, Geórgia                 | Luta da Noite.                             |
| Vitória | 11-2   | Brian Houston     | Finalização (mata leão)                   | UFC: Fight for the Troops 3               | 06/11/2013 | 1     | 0:48  | Fort Campbell, Kentucky         |                                            |
| Vitória | 10-2   | Chris Leben       | Decisão (unânime)                         | UFC 155: Dos Santos vs. Velasquez II      | 29/12/2012 | 3     | 5:00  | Las Vegas, Nevada               |                                            |
| Derrota | 9-2    | Jacaré Souza      | Nocaute (socos)                           | Strikeforce: Rousey vs. Kaufman           | 18/08/2012 | 1     | 0:41  | San Diego, Califórnia           |                                            |
| Derrota | 9-1    | Kendall Grove     | Decisão (dividida)                        | ShoFight 20                               | 16/06/2012 | 3     | 5:00  | Springfield, Missouri           | Pelo Título dos Médios do ShoFight         |
| Vitória | 9-0    | Nate James        | Decisão (unânime)                         | Strikeforce Challengers: Britt vs. Sayers | 18/11/2011 | 3     | 5:00  | Las Vegas, Nevada               |                                            |
| Vitória | 8-0    | Lumumba Sayers    | Finalização (mata leão)                   | Strikeforce: Fedor vs. Henderson          | 30/07/2011 | 1     | 4:33  | Hoffman Estates, Illinois       |                                            |
| Vitória | 7-0    | Jeremy Hamilton   | Decisão (unânime)                         | Strikeforce Challengers: Fodor vs. Terry  | 24/06/2011 | 3     | 5:00  | Kent, Washington                |                                            |
| Vitória | 6-0    | Danny Babcock     | Nocaute (soco)                            | World Extreme Fighting 45                 | 22/01/2011 | 1     | 1:07  | Jacksonville, Flórida           |                                            |
| Vitória | 5-0    | Rhomez Brower     | Finalização (socos)                       | XFP: The Holiday Fight Fest               | 04/12/2010 | 1     | 2:27  | Wilmington, Carolina do Norte   |                                            |
| Vitória | 4-0    | Todd Chattelle    | Nocautw Técnico (socos)                   | ICE: Fright Night 2010                    | 29/10/2010 | 1     | 0:14  | Providence, Rhode Island        |                                            |
| Vitória | 3-0    | Edward Jackson    | Nocaute (socos)                           | Carolina's Summer Fight Series 3          | 31/07/2010 | 1     | 0:41  | Jacksonville, Carolina do Norte |                                            |
| Vitória | 2-0    | Chris McNally     | Nocaute (socos)                           | Carolina's Summer Fight Series 2          | 26/06/2010 | 1     | 1:42  | Wilmington, Carolina do Norte   |                                            |
| Vitória | 1-0    | John Bryant       | Finalização (mata leão)                   | Carolina's Summer Fight Series 1          | 22/05/2010 | 1     | 0:52  | Wilmington, Carolina do Norte   |                                            |